# Агаев, Фаиг Алыш оглы
Фаиг Алыш оглы Агаев (азерб. Ağayev Faiq Alış oğlu; 6 июня 1969, село Паправенд, Агдамский район — 23 декабря 1991, Мешали, Нагорный Карабах) — младший сержант полиции, Национальный герой Азербайджана (1992, посмертно).

## Биография
Фаиг Агаев родился 6 июня 1969 года в селе Паправенд, Агдамского района Азербайджанской ССР. В 1986 году окончил среднюю школу села. В 1989 году вернулся в родной район после службы в советской армии. В сентябре 1990 года записался в отдел милиции Агдамского района.

### Первая карабахская война
Фаиг Агаев был участником начавшейся в начале 90-х Карабахской войны. В декабре 1991 года погиб в бою за село Мешали. На момент гибели был холост.

## Память
Указом президента Азербайджанской Республики № 264 от 8 октября 1992 года Агаеву Фаигу Алыш оглы было присвоено звание Национального Героя Азербайджана (посмертно).